# Manfred Schmid (Jurist)
Manfred Schmid (* 14. November 1952 in München) ist ein deutscher Jurist. Er war von 2004 bis 2018 Richter am Bundesfinanzhof.
Nach dem Studium der Rechtswissenschaft an der Ludwig-Maximilians-Universität München trat Manfred Schmid in den  Finanzverwaltungsdienst ein und war zunächst mehrere Jahre beim Bayerischen Staatsministerium der Finanzen tätig. Im Mai 1986 ging er als wissenschaftlicher Mitarbeiter an das Bundesverfassungsgericht in Karlsruhe. Nach dem Ende dieser Abordnung und kurzer Sachgebietsleitertätigkeit in einem Münchner Finanzamt folgte im Januar 1990 eine Abordnung an das Finanzgericht München. Sechs Monate später wurde Manfred Schmid zum Richter am Finanzgericht ernannt. Von 1991 bis 1995 war er von dort als wissenschaftlicher Mitarbeiter an den Bundesfinanzhof abgeordnet und setzte anschließend seine Tätigkeit am Finanzgericht München fort.
Am 1. August 2004 wurde Manfred Schmid zum Richter am Bundesfinanzhof ernannt und dem II. Senat zugeteilt, in dem er bis zu seinem Eintritt in den Ruhestand Ende Mai 2018 tätig war.